# Belisana freyae
Belisana freyae är en spindelart som beskrevs av Huber 2005. Belisana freyae ingår i släktet Belisana och familjen dallerspindlar. Inga underarter finns listade.